# James af Saint George
James af Saint George (1230 – 1309) eller Jacques de Saint-Georges d'Espéranche var den arkitekt og bygherre fra Savoyen, som var ansvarlig for  mange af Edward den førstes slotte og fæstninger i Wales efter hans erobring af området.

## Slotte og fæstninger
James af Saint George var blandt andet ansvarlig for:
- Caernarfon Castle i Caernarfon (påbegyndt 1283)
- Conwy Castle (påbegyndt 1283)
- Harlech Castle (påbegyndt 1283)
- Beaumaris Castle på Anglesey (påbegyndt 1295)

Disse fire slotte og fæstninger er på UNESCO's Verdensarvsliste.

## Galleri
- Intakt del af Caernarfon Castle, set fra havet.
- King's Gate, Caernarfon Castle.
- Conwy Castle
- Conwy Castle
- Beaumaris Castle.
- Harlech Castle.
- Harlech Castle.
- Rhuddlan Castle.
- Flint Castle.

## Ekstern henvisning
- Master James of St George at castlewales.com